# Maurois
Maurois és un municipi francès, situat a la regió dels Alts de França, al departament del Nord. L'any 2006 tenia 459 habitants. Es troba a 6 km de Clary, a 7 km de Le Cateau-Cambrésis, a 8 km de Caudry, a 11 km de Bohain-en-Vermandois i a 14 km de Wassigny. Limita al nord-est amb Reumont, al sud-est amb Honnechy, al sud amb Busigny, al sud-oest amb Maretz i al nord-oest amb Bertry.

## Demografia
| 1962                                       | 1968 | 1975 | 1982 | 1990 | 1999 | 2006 |
| ------------------------------------------ | ---- | ---- | ---- | ---- | ---- | ---- |
| 515                                        | 536  | 492  | 454  | 387  | 378  | 459  |
| Des de 1962: població sense dobles comptes |      |      |      |      |      |      |

## Administració
| Període | Identitat       | Partit |
| ------- | --------------- | ------ |
| 2001-   | Pascal Coquelle |        |